# Joas (Juda)
Pour les articles homonymes, voir Joas.
Selon la Bible, Joas ou Jehoash (en hébreu יְהוֹאָשׁ (Yehôʾāsh) : « Donné par le Seigneur » ou יוֹאָשׁ (Yôʾāsh),, en grec ᾿Ιωὰς (Ioas), en latin Ioas), fils d'Ochozias, a été roi de Juda durant 40 ans, à la fin du IXe siècle av. J.-C. et au début du VIIIe siècle av. J.-C., après la chute d'Athalie.
Il ne doit pas être confondu avec son contemporain Joas, roi d'Israël.

## Biographie
La seule source explicite dont on dispose sur Joas est la Bible.
Joas est le fils d'Ochozias et d'une femme nommée Tsibya (en), originaire de Beersheba,. La mère de son fils et successeur Amasias s'appelle Joaddan et est originaire de Jérusalem : il est probable qu'elle soit une des deux épouses qui, selon le Chroniste, lui donnèrent une descendance.

### Accession au trône et action de Joas
Après la mort de son père Ochozias et alors qu'il est encore nourrisson, sa tante Josheba sauve Joas du massacre général de sa famille ordonné par Athalie en le cachant, avec sa nourrice, dans le temple de Salomon ; il est ainsi, semble-t-il, le seul survivant des descendants de David.
Son oncle, le Grand Prêtre Joad, époux de Josheba, le présente au peuple quand il a sept ans, le couronne, l'oint et le fait proclamer roi. Athalie est prise au dépourvu quand elle entend le peuple crier : « Vive le roi ! » ; elle se montre dans le Temple pour combattre ce coup d'État mais Joad ordonne qu'on l'en expulse et qu'on la mette à mort au palais royal. Puis il fait renouveler l'alliance avec Dieu, tuer Matthan, prêtre de Baal, et amener l'enfant au trône.

### Règne personnel
Tant que vécut Joad, Joas resta fidèle à Dieu et à la Loi. Il organisa la collecte de fonds pour restaurer le Temple de Salomon, endommagé et appauvri sous le règne d'Athalie. Alors qu'il avait d'abord chargé les prêtres et lévites de la collecte, confronté à la lenteur de ceux-ci, il les déchargea de cette mission et fit placer un tronc à l'entrée du Temple, ce qui permit de financer la restauration.
Mais selon le Chroniste, après la mort de son bienfaiteur, Joas se détourna de l'influence sacerdotale, ce qui provoqua dans le peuple un relâchement religieux (délaissement du Temple, culte des idoles). Zacharie, fils de Joad, transmit au peuple et au roi les remontrances divines, mais il fut exécuté sur l'ordre de Joas.
Joas fut ensuite en butte à une attaque araméenne, et se vit contraint de verser à Aram un tribut. 
Selon le Livre des Rois, il versa à Hazaël, roi de Damas, les trésors du Temple et du palais amassés depuis Josaphat, pour qu'Aram renonce à attaquer Jérusalem. 
Mais selon le Chroniste, l'armée araméenne, pourtant inférieure en nombre, vainquit l'armée de Joas et extermina les officiers de Juda. Le Chroniste présente l'attaque araméenne comme un châtiment divin causé par l'infidélité religieuse du peuple et du roi. Il mentionne aussi un tribut imposé à Joas, mais sans le lier à l'attaque araméenne.
Affaibli par cette attaque, Joas fut victime d'un complot entre ses serviteurs et/ou ses officiers qui l'assassinèrent. Selon le Chroniste, ils le tuèrent pour venger Zacharie, accomplissant ainsi les dernières paroles de ce dernier. Il fut enterré dans la Ville de David.

### Mentions postérieures

#### Littérature rabbinique
L'extermination de la descendance mâle de David était considérée comme la rétribution divine pour la responsabilité de David dans l'extermination des prêtres par Doëg l'Edomite sur ordre de Saül. Joas a échappé à la mort comme le prêtre Abiathar avait survécu.
Joas était caché, selon Eleazar ben Azariah (en), dans une des chambres derrière le Saint des Saints, ou, selon Samuel ben Nahman, une des chambres supérieures du Temple.
Bien qu'un fils de roi n'ait pas besoin de recevoir l'onction, il fut fait exception dans le cas de Joas, comme pour Salomon et Sédécias, chacun d'entre eux étant contesté.
Il est fait mention, en particulier, de la couronne placée sur la tête de Joas, ajustée exactement au chef royal, montrant ainsi que Joas était apte à régner.
Joas est assassiné sur son lit dans sa maison du Mello, située sur le chemin qui descend vers Sella, par deux de ses serviteurs, dont l'un était Josachar le fils de Semmath l'ammonite et l'autre Josabad le fils de Shomer et de Samarith la moabite,, car Dieu avait dit : « Que les descendants des deux familles ingrates punissent Joas l'ingrat ». Ironiquement, Moab et Ammon étaient les deux fruits des amours incestueuses de Loth et de ses filles.

#### Autres
Il est un des quatre rois omis par la généalogie de Jésus selon Matthieu, les trois autres étant Ochozias, Amasias et Joachim. Par le biais du meurtre de Zacharie, on fait cependant allusion à lui en Matthieu 23,35, ce meurtre étant le dernier qui soit raconté dans la Bible hébraïque.
La tragédie Athalie de Racine, librement inspirée des récits bibliques, raconte l'avènement de Joas.
En 2001 fut publiée une inscription de provenance non indiquée, connue sous le nom d'Inscription du Temple, qui avait l'air d'être un procès-verbal de réparations faites au Temple de Salomon pendant le règne de Joas. Après des expertises scientifiques poussées, les autorités archéologiques israéliennes ont déclaré qu'il s'agissait d'un faux et ont engagé des poursuites contre l'auteur.

## Chronologie
Comme toutes les dates concernant les personnages et épisodes bibliques, celles-ci peuvent faire l'objet de débats entre exégètes.
Joas aurait régné de -837 à -800 (Albright), de -835 à -796 (Thiele), ou de -842 à -802 (Galil).
Albright et Thiele supposent que les années du règne de Joas sont décomptées à partir de la chute d'Athalie. Selon Galil, au contraire, l'histoire d'Athalie et de Joas ayant été écrite par les vainqueurs, proches du milieu sacerdotal, il est peu probable qu'ils aient compté les années de règne de Joas à partir de la chute d'Athalie, ce qui aurait revenu à reconnaître Athalie comme légitime. Galil propose donc de faire débuter les quarante années de règne de Joas à la mort de son père Ochozias.